# Madaoua (Departement)
Madaoua ist ein Departement in der Region Tahoua in Niger.

## Geographie
Das Departement liegt im Süden des Landes und grenzt an Nigeria. Es besteht aus der Stadtgemeinde Madaoua und den Landgemeinden Azarori, Bangui, Galma Koudawatché, Ourno und Sabon-Guida. Der namensgebende Hauptort des Departements ist Madaoua. Durch das Departement verläuft das Tarka-Tal.

## Geschichte
Nach der Unabhängigkeit Nigers im Jahr 1960 wurde das Staatsgebiet in 32 Bezirke (circonscriptions) aufgeteilt. Einer davon war der Bezirk Madaoua. 1964 gliederte eine Verwaltungsreform Niger in sieben Departements, die Vorgänger der späteren Regionen, und 32 Arrondissements, die Vorgänger der späteren Departements. Im Zuge dessen wurde der Bezirk Madaoua in das Arrondissement Madaoua umgewandelt.
Im Jahr 1998 wurden die bisherigen Arrondissements Nigers zu Departements erhoben, an deren Spitze jeweils ein vom Ministerrat ernannter Präfekt steht. Die Gliederung des Departements in Gemeinden besteht seit dem Jahr 2002. Zuvor bestand es aus dem städtischen Zentrum Madaoua und dem Kanton Madaoua.

## Bevölkerung
Das Departement Madaoua hat gemäß der Volkszählung 2012 545.538 Einwohner. Bei der Volkszählung 2001 waren es 319.374 Einwohner, bei der Volkszählung 1988 213.686 Einwohner und bei der Volkszählung 1977 147.713 Einwohner.

## Verwaltung
An der Spitze des Departements steht ein Präfekt (französisch: préfet), der vom Ministerrat auf Vorschlag des Innenministers ernannt wird.
| Amtszeit                      | Name                                    |
| ----------------------------- | --------------------------------------- |
| …                             |                                         |
| bis 12. Mär. 2009             | Sidi Mahamane Koutaye                   |
| 12. Mär. 2009 – 15. Apr. 2010 | Hassane Niellé                          |
| 15. Apr. 2010 – 3. Jun. 2011  | Abdou Garba Kona                        |
| 3. Jun. 2011 – 29. Jul. 2016  | Sorka Mounkaïla (alias Mounkaïla Sorka) |
| 29. Jul. 2016 – 8. Nov. 2021  | Adamou Mariama                          |
| 8. Nov. 2021 – 24. Aug. 2023  | Mahamadou Laho                          |
| seit 24. Aug. 2023            | Boubacar Abdou Yoba                     |